# 아너러블
아너러블(The Honorable)은 존경받는, 명예로운, 고결한등으로 번역할 수 있는 경칭이다. 외국에서는 고위공직자의 이름 앞에 이를 붙여 사용한다.

## 같이 보기
- 존경
- 명예